# Andrés Rodríguez (Fußballspieler)
Andrés Rodríguez, vollständiger Name Andrés Walter Rodríguez Ferrando, (* 21. Januar 1983 in Montevideo) ist ein ehemaliger uruguayischer Fußballspieler.

## Karriere

### Vereine
Der 1,89 Meter große Offensivakteur Rodríguez gehörte zu Beginn seiner Karriere von 2002 bis Mitte 2005 dem Kader von Defensor Sporting an. In den Saisons 2004 und 2005 wurde er in insgesamt neun Spielen der Primera División eingesetzt und schoss ein Tor. Anfang Juli 2005 wechselte er für ein Jahr auf Leihbasis zu Independiente Medellín. Nach Uruguay zurückgekehrt, schloss er sich im August 2006 Miramar Misiones an. In der Spielzeit 2006/07 lief er bei den Montevideanern in 26 Erstligapartien auf und schoss fünf Tore. In der zweiten Jahreshälfte 2007 spielte er im Rahmen eines Leihgeschäfts für einen venezolanischen Klub. In der Clausura 2008 stand Rodríguez wieder in Reihen von Miramar Misiones, bestritt dort 13 Erstligabegegnungen und traf fünfmal ins gegnerische Tor. Während der Saison 2008/09 war der Club Atlético Cerro sein Arbeitgeber. 13-mal lief er in der höchsten uruguayischen Spielklasse auf und erzielte zwei Treffer. Ab August 2009 setzte er abermals seine Karriere bei Miramar Misiones fort. Nach zehn Einsätzen und fünf Toren in der Segunda División in der Spielzeit 2009/10 folgten nach dem Aufstieg in der Saison 2010/11 weitere 19 Erstligaeinsätze, bei denen er viermal als Torschütze verzeichnet wurde. Ab Juli 2011 kam er im Rahmen eines Engagements bei Bella Vista 20-mal (ein Tor) in der Primera División und zweimal (kein Tor) in der Copa Sudamericana 2011 zum Einsatz. Mitte Januar 2013 verpflichtete ihn der paraguayische Klub Sportivo Luqueño. Beim Verein aus Luque absolvierte er zwei Ligapartien (kein Tor). Ab Mitte Januar 2014 spielte er in der Clausura 2014 noch für den uruguayischen Zweitligisten Villa Teresa zehnmal in der Segunda División und erzielte einen Treffer.

### Nationalmannschaft
Rodríguez war Mitglied des Aufgebots der uruguayischen U-20-Nationalmannschaft bei der U-20-Südamerikameisterschaft 2003.